# Hadibo (Jemen)
Hadibo (arab. حيدابو) – jeden z dwóch dystryktów muhafazy Sokotra, w Jemenie. Według danych szacunkowych na rok 2017 liczył ok. 50 tys. mieszkańców.